# Пиди
Пиди (индон. Pidie) — округ в провинции Ачех. Административный центр — город Сигли.

## История
В древности в этих местах находилось независимое государство Педир, вместе с Ачехом боровшееся против португальцев.
В XX веке округ Пиди стал родиной движения «Свободный Ачех».

## Население
По данным на 2008 год на территории округа проживало 378 278 человек.

## Административное деление
Округ Пиди делится на следующие районы:
- Батее
- Делима
- Гёмпанг
- Глумпанг-Баро
- Глумпанг-Тига
- Гронг Гронг
- Индраджая
- Кёмала
- Кёмала-Танджонг
- Сигли
- Мане
- Мила
- Муара-Тига
- Мутиара
- Мутиара-Тимур
- Паданг-Тиджи
- Пёкан-Баро
- Пиди
- Сакти
- Симпанг-Тига
- Тангсе
- Тиро
- Титёэ